# Nam Hòa (phường)
Nam Hòa là một phường thuộc thị xã Quảng Yên, tỉnh Quảng Ninh, Việt Nam.
Phường Nam Hòa có diện tích 9,29 km², dân số năm 2011 là 5.175 người, mật độ dân số đạt 557 người/km².